# Latou
Der Latou ist ein kleiner Fluss in Frankreich, der im Département Ariège in der Region Okzitanien verläuft. Er entspringt am westlichen Ortsrand von Saint-Michel, entwässert im Oberlauf generell Richtung Norden, schwenkt dann auf Nordwest und mündet nach rund 17 Kilometern im Gemeindegebiet von Saint-Ybars als rechter Nebenfluss in die Lèze.

## Orte am Fluss
(Reihenfolge in Fließrichtung)
- Saint-Michel
- La Plaine, Gemeinde Lescousse
- Saint-Martin-d’Oydes
- Coufet, Gemeinde Esplas
- Tapio, Gemeinde Durfort
- Villeneuve-du-Latou
- La Bourdette, Gemeinde Saint-Ybars